# Simulator Sickness
Der Mensch ist ein Lebewesen, das aus evolutionären Entwicklungsgründen bezüglich der Nahrungssuche und das Erkennen von Gefahren sehr auf den (optischen) Sinn des Sehens ausgerichtet und darauf angewiesen ist. Dadurch vertraut das menschliche Gehirn meist "blind" auf das, was die Augen sehen. Da die Augen in feststehenden oder beweglichen Simulatoren Bewegung "sehen", ist das Gehirn dann zunächst davon überzeugt, dass reale Bewegung vorherrscht und gibt diese Informationen an den Körper weiter. Somit kommt ein körperliches Bewegungsgefühl auf. Der Begriff Simulatorkrankheit oder englisch Simulator Sickness (englisch/lateinisch etwa „Übelkeit durch (Vor)täuschung“) bezeichnet ein Gefühl der Übelkeit, das durch eine Täuschung oder Irritation der Sinnesorgane bei einigen Menschen zustande kommen kann. Der menschliche Gleichgewichtssinn teilt wiederum dem Gehirn mit, dass keine realitätsbezogene oder gar keine Bewegung vorhanden ist.

## Flugsimulator/Fahrsimulator
Als Begleiterscheinung im Flugsimulator kann vereinzelt Übelkeit auftreten, weil der Pilot optische Bewegungen wahrnimmt, die nicht den kinästhetisch erlebten Bewegungen entsprechen. Selbst ausgeklügelte hydraulische Bewegungssimulatoren können dem Gehirn nicht die kompletten realen physischen Bewegungen vortäuschen. Als Ursache hierfür werden unphysiologische Latenzzeiten zwischen den von hydraulischen Bewegungssimulatoren ausgelösten Erregungsbildungen im vestibulären System (Sacculus, Utriculus und Ductus semicirculares = Gleichgewichtsapparat) und dem optischen Input vermutet. Ähnliche Effekte sind im Neigezug zu beobachten. Ein prominentes Opfer der Simulator Sickness ist der siebenfache Formel-1-Weltmeister Michael Schumacher, der aus diesem Grund den Simulator von Mercedes GP nur in Ausnahmefällen benutzen konnte, um sich auf die Rennen vorzubereiten und stattdessen meist die konventionellen Trainingsmethoden direkt auf der Strecke mit einem echten Rennwagen durchführen musste.

## Drehtrommelsimulator
Bei sich nicht bewegenden (unbewegten) Simulatoren kommt das Übelkeitsgefühl dadurch zustande, dass dem Auge des Simulationsbenutzers eine Bewegung vorgetäuscht wird, die der Information des Gleichgewichtsorgans im Innenohr widerspricht.
Am Hershey Medical Center in Pennsylvania betreibt Kenneth L. Koch einen Drehtrommelsimulator. Er besteht aus einer riesigen Trommel, die sich um einen Stuhl in der Mitte dreht. An der Innenseite der Trommel sind senkrechte schwarze und weiße Balken abwechselnd angeordnet. Unwillkürlich fixiert der Proband die Balken, und nach kurzer Zeit kommt es ihm so vor, als drehe sich nicht die Trommel, sondern er sich selbst. In dieser Versuchsanordnung wird künstlich Übelkeit erzeugt und Methoden und Medikamente gegen Seekrankheit erforscht.

## Head-Mounted Display
Bei der Verwendung von Head-Mounted Displays, welche dem Anwender, mittels Projektion auf die Netzhaut oder einen sehr nah vor dem Auge fixierten Bildschirm, eine virtuell erweiterte oder vollständig simulierte Realität vortäuschen, entsteht die VR-Krankheit. Wird dabei auch ein Head-Tracker eingesetzt, welcher veranlasst, dass das angezeigte Bild in Echtzeit zu einer Kopfbewegung verändert wird, kann es zu einem Auftreten der Symptome kommen, falls die Projektion zu spät oder asynchron angepasst wird. Auch hier registriert das Gehirn wie beim Flugsimulator den Unterschied zwischen der vollzogenen Bewegung und den visuell wahrgenommenen Veränderungen in der Realität. Auch unscharfe Darstellungen können die Begleiterscheinungen auslösen.